# Eurosong (Bélgica)
Eurosong es el concurso de selección flamenco para el Festival de la Canción de Eurovisión. Selecciona la canción belga para el festival cada dos años.
En 2010, la televisión flamenca VRT canceló este concurso tras seleccionar internamente a Tom Dice para representar a Bélgica. En 2012, volvió a elegir internamente a un artista (Iris) pero la canción que defienda se elegirá entre dos opciones a través de Eurosong.

## Lista de ganadores
| Año  | Canción                      | Artista              | Posición en la final | Semifinal |
| ---- | ---------------------------- | -------------------- | -------------------- | --------- |
| 2012 | Would you?                   | Iris*                | -                    | 17        |
| 2008 | O julisi na jalini           | Ishtar               | -                    | 17        |
| 2006 | Je t'adore                   | Kate Ryan            | -                    | 12        |
| 2004 | 1 Life                       | Xandee               | 22                   |           |
| 2002 | Sister                       | Sergio               | 13                   |           |
| 1999 | Like the Wind                | Vanessa Chinitor     | 12                   |           |
| 1996 | Liefde is een kaartspel      | Lisa del Bo          | 16                   |           |
| 1993 | Iemand als jij               | Barbara Dex          | 25                   |           |
| 1989 | Door de wind                 | Ingeborg             | 19                   |           |
| 1987 | Soldiers of Love             | Liliane Saint-Pierre | 11                   |           |
| 1985 | Laat me nu gaan              | Linda Lepomme        | 19                   |           |
| 1983 | Rendez-Vous                  | Pas de Deux          | 18                   |           |
| 1981 | Samson                       | Emly Starr           | 13                   |           |
| 1979 | Hey Nana                     | Micha Marah          | 18                   |           |
| 1977 | A million in one, two, three | Dream Express        | 7                    |           |
| 1975 | Gelukkig zijn                | Ann Christy          | 15                   |           |

- Cantante elegida internamente